# ジョジョ 〜その血の運命〜
『ジョジョ 〜その血の運命〜』（ジョジョ そのちのさだめ）は、富永TOMMY弘明のシングル。2012年11月21日にワーナー・ホーム・ビデオから発売された。

## 概要
表題曲「ジョジョ 〜その血の運命〜」は、テレビアニメ『ジョジョの奇妙な冒険』Part1 ファントムブラッドのオープニングテーマに起用された。シングルの発売に先駆けて同年10月13日よりサイト「アニメロミックス」にて着うた、着うたフルの配信開始を開始しており、前日のアニメ放送直後となる配信はアニメ音楽業界では異例のスピードとなった。
歌唱を担当した富永TOMMY弘明にとって本作は初のアニメソングであり、「たとえば会場に行ってもそうですし、個人的なTwitterやFacebookみたいなSNSでもそうですけど、僕自身の名前というのがなかなか知られていなくても「『ジョジョ』の人」ということで反響がとてもありまして、幸いな事に応援や良かった、という反応を頂くことが多くて、とても嬉しいです。正直嬉しいです（笑）」と語る他、自身の名前や歌を実際に聞いてもらえるチャンスが増えたという。
レコーディングの際の苦労話として、「自分で練習して、こうだろうなと思ったら、その思いはちゃんと持っていかなくちゃいけないと思うんです。頑なで強い気持ちで行ったつもりだったんですけど、収録の時に「ここはこうしたほうがいいんじゃない？」というアドバイスがあったりすると、「じゃあちょっとまてよ」と（笑）。そこで思いの修正みたいなものをするのが、強い作品なだけにすごく大変だったかなというのはありますね」とも語る。
アニメシリーズのプロデューサーを務める大森啓幸は、「方向性としては70年代のアニメソングみたいなものにしたいと考えてました」と語り、作曲を担当する田中公平にその旨と作詞家は未定だが「ジョジョ」という言葉は入れたいということを伝えたところ「（藤林）聖子がいい」と返事が来たという。原作サイドの集英社も同じ意見だったといい、これは合致したということで藤林聖子に作詞をお願いしたという。

## 収録曲
1. ジョジョ 〜その血の運命〜 [4:24]
  - 作詞：藤林聖子、作曲 : 田中公平、編曲 : 大谷幸
  - テレビアニメ『ジョジョの奇妙な冒険』Part1 ファントムブラッドオープニングテーマ
  - 『ジョジョ』の持つ独特な世界観を表現し、聴く者の感情を揺さぶるパワフルな楽曲[6]。
2. ジョジョ 〜その血の運命〜 (ORIGINAL KARAOKE) [4:22]

## 収録作品
- 富永TOMMY弘明 : 『富永TOMMY弘明』